# Gra w ojca (film)
Gra w ojca (niem. Das Vaterspiel) – austriacki dramat filmowy z 2009 roku w reżyserii Michaela Glawoggera, zrealizowany w ramach koprodukcji międzynarodowej z Niemcami, Francją i Irlandią. Ekranizacja powieści Josefa Haslingera pod tym samym tytułem. Zdjęcia kręcono w Wiedniu i Nowym Jorku.

## Fabuła
W listopadzie 1999 Rupert Kramer, informatyk-hobbysta, otrzymuje od swojej dawnej przyjaciółki Mimi propozycję dłuższego pobytu w Nowym Jorku. Mimi potrzebuje pomocy Ruperta. Rupert zaś widzi w tej propozycji możliwość przeżycia romantycznej historii z Mimi oraz będzie chciał podjąć próbę wprowadzenia na rynek amerykański stworzonej przez siebie Gry w ojca. Celem gry jest wirtualne zabicie swojego ojca.
Podczas kiedy Kramer próbuje przebić się przez masy śniegu w kierunku lotniska, czytelnik poznaje historię rodziny: Kramer pochodzi z wpływowej rodziny socjaldemokraty, ministra transportu, jego matka zaś wychowała się w konserwatywnym domu w Scheibbs, co prowadziło do ciągłych spięć między teściami a zięciem, jego siostra prowadzi dość bujne życie miłosne. Widz poznaje dzieciństwo Ruperta, jego wiek dojrzewania, pierwszą i jedyną dziewczynę.
Kiedy Kramer ląduje w Nowym Jorku, dowiaduje się o celu jego misji. W następnych tygodniach ma przekształcić pomieszczenia piwniczne w pomieszczenia mieszkalne dla zbrodniarza wojennego, który odpowiedzialny jest za masakrę Żydów na Litwie. Lucas ukrywa się już od 32 lat w domu swojej siostry. Przez przypadek udaje się Rupertowi wprowadzić stworzoną grę komputerową na rynek amerykański i osiąga nieoczekiwany sukces.

## Obsada
- Helmut Köpping – Ratz
- Sabine Timoteo – Mimi
- Ulrich Tukur – Jonas Shtrom
- Christian Tramitz – Kramer
- Itzhak Finzi – Lucas
- Samuel Finzi – Lucas w wieku 40 lat
- Michou Friesz – matka
- Franziska Weisz – siostra
- Marisa Growaldt – druga żona Kramera

## Krytyka
Internetowy portal critic.de ocenia film pozytywnie: „Nazista, minister, femme fatale, gra komputerowa, kryjówka, Wiedeń, Nowy Jork. Film Michaela Glawoggera wiele chce – i triumfuje”.